# Sinibotia longiventralis
Sinibotia longiventralis és una espècie de peix de la família dels cobítids i de l'ordre dels cipriniformes.

## Morfologia
- El cos, esvelt, fa 10,6 cm de llargària màxima i presenta entre 7 i 10 franges amples.
- Aletes dorsal i anal amb taques en forma de punts.[7][3]

## Alimentació
Es nodreix d'algues i insectes.

## Hàbitat i distribució geogràfica
És un peix d'aigua dolça, demersal i de clima tropical, el qual viu als rius i rierols de fons rocallosos de la conca del riu Mekong a Laos, el sud de la Xina (Yunnan) i Tailàndia.

## Estat de conservació
Les seues potencials amenaces podrien ésser la sobrepesca i la degradació del seu hàbitat a causa de la construcció de preses i d'altres modificacions fluvials de caràcter antropogènic.

## Vida en captivitat
L'aigua del seu aquari ha d'estar a 20-23,8 °C de temperatura i tindre un pH d'entre 7 i 8. És una espècie no agressiva, la qual es pot barrejar amb altres peixos més petits. Fins al moment, la seua reproducció no ha reeixit en captivitat.

## Observacions
És inofensiu per als humans.